# Szenkovics Dezső
Szenkovics Dezső (Szováta, 1975. február 15. –) erdélyi magyar filozófus, egyetemi oktató, Gándhí-kutató.

## Életpályája
1981 és 1989 között a szovátai 2-es Sz. Általános Iskolába járt, majd 1989 és 1993 között a marosvásárhelyi Bolyai Farkas Elméleti Líceumba. Érettségi után tanulmányait a kolozsvári Babeș–Bolyai Tudományegyetemen folytatta. 1993 és 1997 között elvégezte a Történelem–Filozófia Karon a filozófia szakot, majd utána az Európai Tanulmányok Karon a politológia szakot. 2005–2006-ban elvégezte a Babeș–Bolyai Tudományegyetem Politika-,
Közigazgatás- és Kommunikációtudományi Karán a Politikai képviselet és a kormányzás minősége multietnikus társadalmakban elnevezésű szakot a disszertáció megvédése nélkül.
2013-ban PhD-fokozatot szerzett filozófiából a Babeș–Bolyai Tudományegyetemen. Tudományos vezetőtanára Egyed Péter egyetemi tanár volt, disszertációjának címe: Móhandász Karamcsand Gándhí filozófiai gondolkodásának központi fogalmai.
2006 júniusa és 2016 decembere között a Sapientia Erdélyi Magyar Tudományegyetem kolozsvári karának (akkor Természettudományi és Művészeti Kar) kari főtitkára, közben 2013–2014-ben óraadó tanár is; 2015-től egyetemi adjunktus ugyanott a Nemzetközi Kapcsolatok és Európai Tanulmányok Tanszéken. 2017 februárja és 2021 februárja között dékánhelyettes, 2021 februárjától pedig a kar dékánja.

## Munkássága
Szakterületei: keleti vallások, nemzetközi kapcsolatok, geopolitika.
Kutatási témái: India, a felemelkedő globális nagyhatalom; M. K. Gándhí társadalmi és filozófiai gondolkodása; magyar–indiai kulturális kapcsolatok.
Oktatói és kutatási munkája mellett jelentős közéleti tevékenységet is folytat (alapítványok, egyesületek, szerkesztőbizottságok, kulturális rendezvények stb. aktív tagja).

### Tudományos társasági tagságok
- 2019 – Erdélyi Magyar Filozófiai Társaság (Kolozsvár) – tag
- 2015 – Magyar–Indiai Baráti Társaság (Budapest)
- 2014 – Magyar Tudományos Akadémia (Budapest) – külső köztestületi tag
- 2013–2019 – Erdélyi Magyar Filozófiai Társaság (Kolozsvár) – alelnök
- 2011 – Társadalomtudományi Kutatóközpont, Nemzetközi Kapcsolatok és Európai Tanulmányok Tanszék, Sapientia Erdélyi Magyar Tudományegyetem – tag
- 2010–2013 – Erdélyi Magyar Filozófiai Társaság (Kolozsvár) – tag

### Szerkesztőségi tagságok
- 2020 – Autonómia és Társadalom folyóirat szerkesztőbizottsági tagja
- 2017 – Romanian Journal for Indian Studies – a tudományos testület tagja
- 2005–2011: a Civil Fórum folyóirat szerkesztőbizottsági tagja